# Снопа (деревня)
Снопа́ — деревня в Заполярном районе Ненецкого автономного округа России. Входит в состав Омского сельсовета. Находится в пограничной зоне.
Расположена на правом берегу Снопы в 12 км от берега Чёшской губы, в 25 км к северо-востоку от села Ома и в 277 км к юго-западу от Нарьян-Мара.

## Население
| 2002 | 2010 |
| ---- | ---- |
| 120  | ↘99  |

## Транспорт
В деревне имеется аэродром, совершаются регулярные авиарейсы один раз в неделю из Нарьян-Мара на самолете Ан-2 или на вертолете Ми-8.

## Радио
- 102,0 Север FM